# Ahmed Mohamed ag Hamani
Ahmed Mohamed ag Hamani (Goundam, 1942) é um político e diplomata do Mali, que foi o primeiro-ministro do seu país de 2002 a 2004.
Entrou para o governo em janeiro de 1978, como ministro para a supervisão das empresas estatais. Foi depois ministro da informação e telecomunicações no governo que iniciou funções em junho de 1979 e ministro do planeamento a partir de 2 de agosto de 1980; tornou-se na segunda figura do governo a seguir a  Moussa Traoré, que era  Presidente e Ministro da Defesa. Foi depois Ministro dos Desportos, Arte e cultura em 31 de dezembro de 1984, e ministro dos Transportes e Obras Públicas em 6 de junho de 1986. Deixou o governo em 20 de janeiro de 1987 para passar a ser Alto Comissário da Organização para o Desenvolvimento do Rio Senegal, onde ficaria até 1992. Em 1993, foi nomeado embaixador em Marrocos pelo Presidente Alpha Oumar Konaré; seis anos depois, passou a ser o embaixador na Bélgica, Países Baixos, Reino Unido, Luxemburgo e União Europeia.
Foi nomeado primeiro-ministro pelo presidente Amadou Toumani Touré em 9 de junho de 2002, após Touré ter ganho as eleições presidenciais de 2002, e o seu governo iniciou em 14 de junho. Deixou a liderança do governo em 28 de abril de 2004, e Ousmane Issoufi Maïga sucedeu-lhe no cargo.